# Vierblättriges Nagelkraut
Das Vierblättrige Nagelkraut (Polycarpon tetraphyllum) ist eine Pflanzenart aus der Gattung der Nagelkräuter (Polycarpon) innerhalb der Familie der Nelkengewächse (Caryophyllaceae). 

## Beschreibung

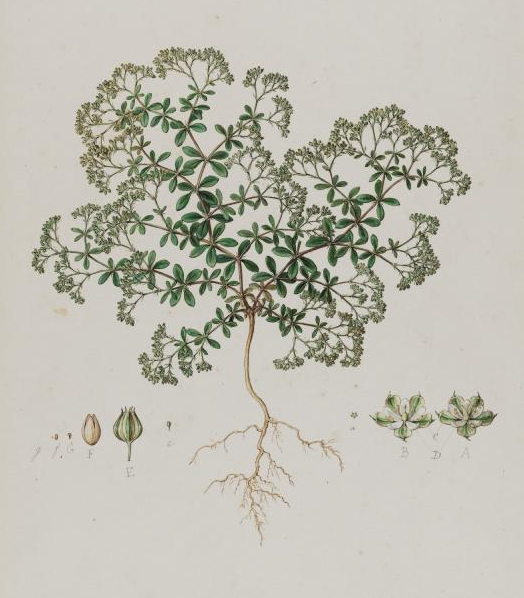
Illustration aus Flora Graeca, Band 2, Tafel 102

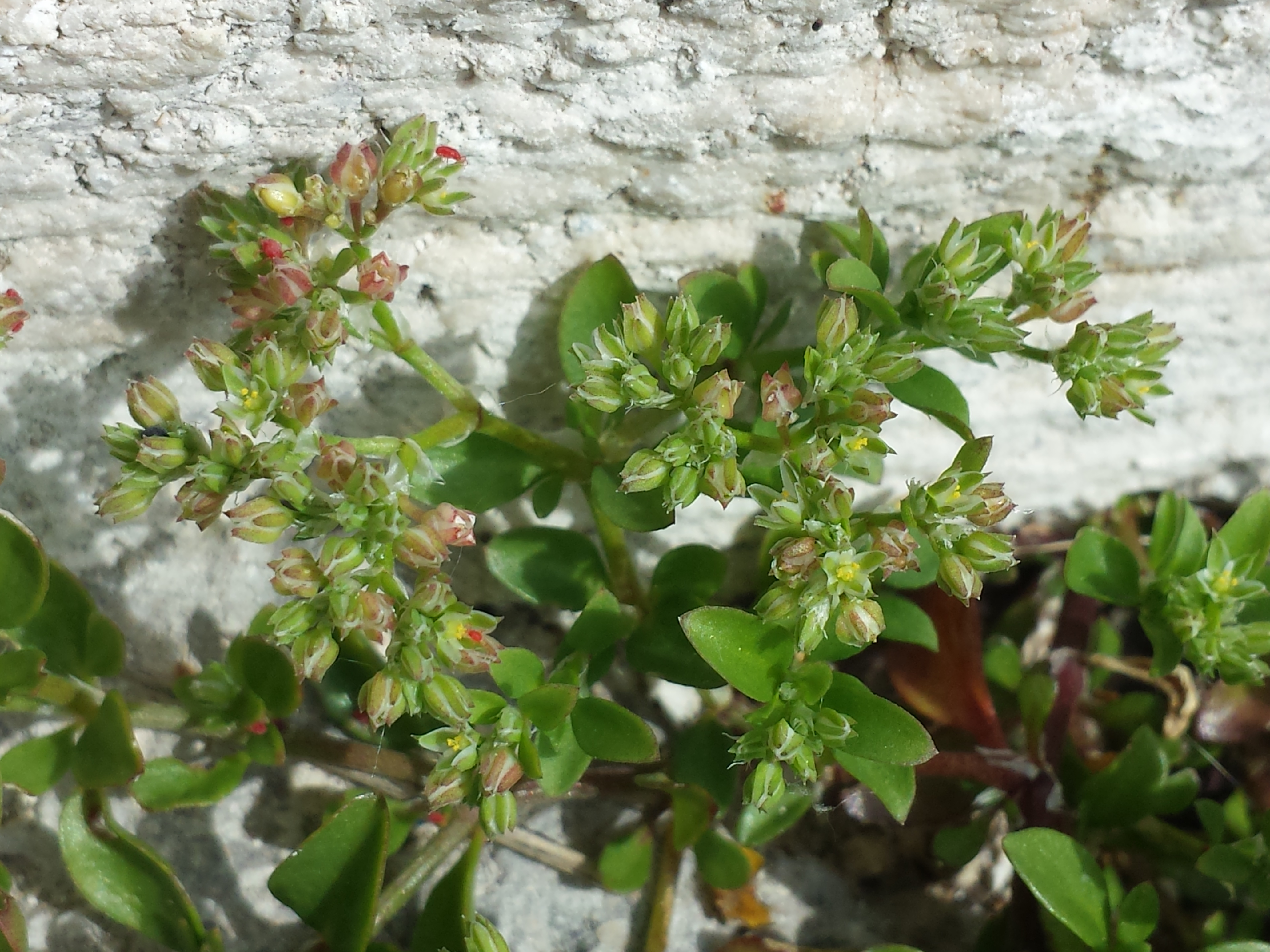
Stängel, Laubblätter und Blüten

### Vegetative Merkmale
Das Vierblättrige Nagelkraut ist eine einjährige, zweijährige oder ausdauernde krautige Pflanze, die Wuchshöhen von 5 bis 20 Zentimetern erreicht. Die mehr oder weniger verzweigten Stängel sind rippig und kahl.
Die einfachen, kleinen und kurz gestielten, kahlen Laubblätter sind eiförmig bis verkehrt-eiförmig und am Rand rau. Sie sind ganzrandig und gerundet oder bespitzt. Die mittleren Laubblätter stehen in vierzähligen Scheinquirlen, die anderen sind gegenständig. Es sind kleine, häutige und spitze Nebenblätter vorhanden.

### Generative Merkmale
Die Blütezeit reicht von März bis September. Die gestielten Blüten stehen mehr oder weniger dicht in zymösen Blütenständen mit häutigen Tragblättern.
Die relativ kleinen, zwittrigen Blüten sind meist fünfzählig mit doppelter Blütenhülle. Die fünf Kelchblätter sind weißlich-hautrandig, bespitzt und grün bis rötlich, gekielt und 2 bis 2,5 Millimeter lang. Die meist fünf weißen Kronblätter sind einiges kleiner als die alternierenden Kelchblätter. Es sind ein bis fünf kurze Staubblätter vorhanden. Der Fruchtknoten ist oberständig. Es sind drei sehr kurze Griffeläste vorhanden.
Es werden kleine und mehrsamige Kapselfrüchte im beständigen Kelch gebildet. Die etwa 0,5 Millimeter großen Samen sind braun und höckerig-warzig.
Die Chromosomenzahl beträgt 2n = 32, 48 und ca. 64.

## Vorkommen
Polycarpon tetraphyllum kommt ursprünglich in Nordafrika, Europa, auf der Arabischen Halbinsel und in Westasien vor. In Nord-, Zentral- und Südamerika, auf Hawaii, in Nordostafrika, in Südafrika, in Indien, in Australasien und in Mitteleuropa ist Polycarpon tetraphyllum ein Neophyt.
Das Vierblättrige Nagelkraut gedeiht im Mittelmeerraum in Trittfluren, an Wegrändern und auf sandigen Äckern.
Die ökologischen Zeigerwerte nach Landolt & al. 2010 sind in der Schweiz: Feuchtezahl F = 1+ (trocken), Lichtzahl L = 4 (hell), Reaktionszahl R = 2 (sauer), Temperaturzahl T = 5 (sehr warm-kollin), Nährstoffzahl N = 4 (nährstoffreich), Kontinentalitätszahl K = 1 (ozeanisch).
Nach der Liste der Neophyten in Deutschland ist Polycarpon tetraphyllum in Deutschland ein Neophyt, möglicherweise ein Archäophyt. Sie kommt nach FloraWeb besonders im nördlichen Oberrheingebiet vor; dort war sie bis etwa 1980 fast verschollen, hat sich seitdem aber, besonders in Pflasterfugen, stärker ausgebreitet. So kam es dazu, dass das Nagelkraut im Juni 2023 zur Stadtpflanze des Jahres gewählt wurde.

## Systematik
Die Erstveröffentlichung erfolgte 1753 unter dem Namen (Basionym) Mollugo tetraphylla durch Carl von Linné in Species Plantarum, Seite 89. Linné selbst stellte 1759 diese Art in Systema Naturae, 10. Auflage, Seite 881 als Polycarpon tetraphyllum (L.) L. in die Gattung Polycarpon. Weitere Synonyme für Polycarpon tetraphyllum (L.) L. sind: Polycarpon floribundum Willk., Polycarpaea tetraphylla (L.) E.H.L.Krause.
Vier Unterarten können unterschieden werden:
- Polycarpon tetraphyllum (L.) L. subsp. tetraphyllum
- Polycarpon tetraphyllum subsp. alsinifolium (Biv.) Ball (Syn.: Hagaea alsinifolia Biv.): Sie kommt in Marokko, Algerien, Tunesien, Libyen, Ägypten, Portugal, Spanien, auf den Azoren, Balearen, Korsika, Sardinien, Sizilien, Malta, Italien, Frankreich, in der Schweiz, Kroatien, Albanien, Griechenland, Kreta, in der europäischen und asiatischen Türkei, im Gebiet von Israel, Jordanien, Syrien und Libanon vor.[7]
- Polycarpon tetraphyllum subsp. diphyllum (Cav.) O.Bolòs & Font Quer (Syn.: Polycarpon diphyllum Cav.): Sie kommt auf den Azoren, in Marokko, Algerien, Tunesien, Libyen, Portugal, Spanien, Frankreich, Korsika, Sardinien, Sizilien, auf den Balearen, in Italien, im früheren Jugoslawien, in Griechenland, Kreta, in der Ägäis und in der europäischen Türkei vor. Auf den Kanaren ist ihre Ursprünglichkeit zweifelhaft.[7]
- Polycarpon tetraphyllum subsp. dunense (P.Fraga & Rosselló) Iamonico (Syn.: Polycarpon dunense P.Fraga & Rosselló): Sie ist ein Endemit von Menorca.[7]